# Malcolm McLaren
Malcolm Robert Andrew McLaren (London, 1946. január 22. – Bellinzona, 2010. április 8.) angol impresszárió, képzőművész, előadóművész, ruhatervező és butik tulajdonos vállalkozó, aki rendkívül tehetségesen és találékony módon ötvözte tevékenységei széles skáláját.
A zilált családi körülmények közé született fiú számos brit művészeti főiskolán megfordult, majd a "szociális lázadó" szerepkört választotta magának követve a francia forradalmárok, illetve a Szituacionista Internacionálé (Situationist International) elveit.
A divathullámokat figyelmesen követő McLaren az 1970-es években észrevette, hogy a fiatal generáció teljesen új stílusra van kiéhezve. Ezen az észlelésen alapul a punk mozgalom kezdeményezése, melyhez barátnőjével, Vivienne Westwood-dal közösen vezetett a Chelsea-i SEX butik szolgáltatott ruhákat és kiegészítőket. Az 1973-ban feloszlás előtt álló amerikai New York Dolls együttes utolsó fellépéseire McLaren tervezte a kosztümöket és a díszletek egy részét. Ezután a Sex Pistols menedzselése következett, ahová a nihilista frontembert, Johnny Rottent szerződtette.
Az ellentmondásos kislemez, mely a királynő uralkodásának évfordulóján jelent meg, jellemző McLaren megbotránkoztató taktikájára "God Save the Queen". A promóciós csónakút végén a Parlament előtti letartóztatása további hírnevet szerzett neki.
McLaren szólistaként is fellépett, kezdetben a hiphop és a világzene népszerűsítőjeként, majd később a funk, a diszkózene, a tánc-divat valamint az opera és a kortárs elektronikus zenei formák változatos összeelegyítésével vonta magára a figyelmet.
Élete utolsó éveit Párizsban és New Yorkban töltötte. Hashártya-áttétes rákban halt meg egy svájci kórházban.
Arra a vádra, hogy olcsó piaci trükkökkel népszerűsíti a kultúrát, azt válaszolta, hogy reméli ez a vád igaznak bizonyul.

## Gyermekkor
Malcolm McLaren Pete McLaren, a skót mérnök, és Emily Isaacs gyermekeként született, a második világháború utáni Észak-Londonban. Kétéves korában apja elhagyta a családot és a gyereket anyai nagyanyja, Rose Corre Isaacs, a korábban gazdag portugál szefárd zsidó gyémántkereskedők lánya nevelte fel a Stoke Newington negyedben. Ezekről az időkről McLaren így mesélt Andrew Dentonnak az Enough Rope c. műsorban: "a nagymamám mindig azt mondta : Rossznak lenni jó ... jónak lenni egyszerűen unalmas".
McLaren  hatéves korában anyja férjhez ment Martin Levi-hez, egy textilkereskedő vállalkozóhoz, akivel közösen egy női ruházati vállalkozást működtettek a londoni East End-en.
McLaren tinédzser korában már elhagyta otthonát, és miután egy sor munkát kipróbált (volt pl. borkóstoló is), több művészeti főiskola padját is koptatta, mielőtt 1971-ben végleg búcsút mondott az oktatási intézményeknek.
A késő 60-as években McLarent a Szituacionista Internacionálé (Situationist International) mozgalom vonzotta, különösen annak az Egyesült Királyságban népszerű ún. King Mob ága. Ez a mozgalom az abszurd és provokatív akciók segítségével akarta a társadalmi változást elősegíteni. 1968-ban McLaren sikertelenül próbált Párizsba utazni, hogy ott csatlakozhasson a tüntetésekhez. Ehelyett egyik diáktársával, Jamie Reiddel részt vettek a Croydon Művészeti Iskola megszállásában. McLaren később a mozgalom néhány elemét a pop és rock csoportjai promóciójánál is felhasználta.

## New York Dolls, Vivienne Westwood és SEX
1971-ben McLaren egyik iskolatársával, Patrick Caseyvel és barátnőjével, Vivienne Westwooddal főleg Teddy Boy ruhákat árusító ruházati boltot nyitott a nyugat-londoni Kings Road-on. A bolt neve Let It Rock lett. Ebben az időben McLaren és Westwood is tervezett ruhákat színházi és filmes produkciókra, mint pl. a Ez lesz az a nap (film) és a Mahler. A vállalkozás sikeresnek bizonyult, de McLaren kiábrándult ebből a kezdeti stílusból, főleg a Teddy boy-jal járó problémák miatt, akik a bolt fő ügyfelei voltak.
1973 augusztusában McLaren és Westwood New Yorkba látogatott, hogy részt vegyenek a National Boutique Fair kiállításon. Itt találkoztak a New York Dolls együttessel, majd miután a kings-roadi boltot átnevezték "Too Fast To Live Too Young To Die"-ra , ők kezdték ellátni a csoportot fellépő ruhákkal. 1974 októberében a boltot ismét átnevezték, ezúttal SEXra, hogy a név is tükrözze a növekvő érdeklődésüket a fetishwear és provokáció iránt.
1975 elején a McLaren és Westwood piros lakkbőr kosztümöket tervezett a New York Dolls részére, valamint a színpadon díszletként használt szovjet típusú sarló és kalapács motívum, mint provokáció volt hivatott az együttes népszerűségét növelni. Ez azonban nem bizonyult sikeresnek, és a Dolls hamarosan felbomlott, és 1975 áprilisában McLaren visszatért Nagy-Britanniába.

## Sex Pistols
1975 nyarán McLaren SEX törzsvásárlóinak Paul Cooknak és Steve Jonesnak saját zenei törekvések bevezetését tanácsolta, valamint hogy az akkori bolti kisegítőt, basszusgitáros Glen Matlockot is vegyék be magukhoz. Az akkori gitáros/énekes Wally Nightingalet a próbákról elhagyták, majd McLaren ismerőse, Bernie Rhodes (a The Clash együttes későbbi vezetője) tanácsára a csere frontembert egy másik ügyfél, Johnny Rotten személyében találták meg. Az ez időben zöld festett hajat, szakadt ruhákat "Utálom" felirattal viselő Lydon, alias "Johnny Rotten", csatlakozott az együtteshez és feltehető, hogy McLaren adta a Sex Pistols nevet (kijelentése szerint azt akarta, hogy úgy hangozzon, mint "szexi fiatal gyilkosok")
1977 májusában II. Erzsébet brit királynő uralkodásának 25. évfordulójára rendezett ünnepségekkel egyidőben megjelent a God Save the Queen". McLaren a Westminster-palota elé szervezett egy hajót, melyen az együttes lemezbemutatót játszott volna. A hajót a rendőrség körbezárta és McLarent letartóztatták de a kívánt publicitást így is sikerült elérnie.
1977 októberében megjelent a Never Mind the Bollocks, Here’s the Sex Pistols, ezzel a lemezzel szerepeltek Angliában az utolsó koncertjükön, mielőtt 1978 januárjában az együttes amerikai turnéra indult. Ebben az időben, míg McLaren menedzselte az együttest, a zenekar tagjai (elsősorban John Lydon) azzal vádolták McLarent, hogy nemcsak félremenedzselte a társulást, de a járandóságukat sem kapták meg. McLaren ugyanakkor azt állította, hogy az együttes teljes felépítése az ő "terméke", amit a The Great Rock ’n’ Roll Swindle filmben el is mesél. McLaren magának tartotta meg a Sex Pistols szerződéses jogait, amíg Lydon bíróság elé nem vitte az ügyet az 1980-as években. Lydon megnyerte pert és a teljes irányítást átvette McLarentől 1987-ben. McLaren és Lydon ismét csak a zenekar feloszlása után volt hajlandó beszélni egymással. A 2000-es években készült filmben (The Filth and the Fury) a Sex Pistols még életben lévő tagjai mondják el saját verziójukat eseményekről.

## Más művészekkel való kapcsolat
Az Adam and the Ants együttes bemutatkozó albumának megjelenése után 1979 végén Adam Ant az együttes alapítója felkérte McLarent az együttes menedzselésére. Nem sokkal ezután három tag kivált az együttesből és egy másik zenekart, a Bow Wow Wow alakítottak szintén McLaren menedzselésével.
McLaren továbbra is együtt dolgozott Ant-tel, új zenekari tagokat szerzett, egy új hangzást is kidolgozott az együttesnek. Ezen kívül más zenekarokkal is dolgozott, mint például a The Slits és Jimmy The Hoover.
A Bow Wow Wow együttes tagjai is McLaren és Westwood által tervezett ruhákat viselte. Az együttessel később vitába keveredett, amikor egy Chicken című magazin kiadási terveibe sodorta őket.

## Szólózenei karrier
1983-ban McLaren a producer és társszerző Trevor Hornnal, valamint The World's Famous Supreme Team duóval közösen kiadott egy zenei albumot Duck Rock, melyen az afrikai és az amerikai zenei hagyományok és a hiphopzene elegyednek. Az album nagyban hozzájárult a hiphop szélesebb körben ismertté tételéhez. Az album két száma ("Buffalo Gals" és "Double Dutch") top 10 sláger lett az Egyesült Királyságban.
1984-ben McLaren az elektronikus zene és opera társítása felé fordult. A "Pillangókisasszony", lemez az Egyesült Királyságban a 13., Ausztráliában pedig 16 lett a toplistán. A producer Stephen Hague népszerűsége nagyot nőtt a  Fans McLaren LP kiadása után.
Az 1989-ben kiadott  Waltz Darling album funk/diszkó/vogu által ihletett. A Waltz Darlingban ötvöződnek a korábbi albumok témái (versmondás, vonósok szerepeltetése), de olyan nagy zenészek, mint Bootsy Collins és Jeff Beck szereplése egy csillogó, louisiana-style terméket eredményezett, melynek célja az amerikai piac volt. A "Waltz Darling" és a "Something's Jumpin' in Your Shirt" kislemezek top-20 rádiós slágerek lettek Európában, és a "Deep in Vogue" messze Madonna előtt bemutatta a vogu zenét.

## British Airways hirdetés
1989-ben McLaren és a zeneszerző Yanni összeállt egy közös munkára, az "Aria"-ra. Ebben a műben a Léo Delibes operájából, a Lakmé-ból a "Flower Duet" témát dolgozták fel. Ezt a duettet már korábban Howard Blake zeneszerző feldolgozta és 1984 óta a British Airways reklámok kísérőzenéjeként szerepelt.
McLaren és Yanni 1989-es feldolgozása az 1980-as évek végén és az 1990-es években a BA " A világ kedvenc légitársasága" nagyméretű hirdetési kampány zenéje lett.

## Egyéb projektek
Az 1980-as években McLaren belefogott Alan Moore kézikönyve alapján a Fashion Beast film elkészítésébe. A munkálatokat 1986-ban New Yorkban folytatta, ahol egy ideig Robert Boykin producer támogatta McLarent. Avenue Pictures forgalmazó tanácsára Steve Means átírta Alan Moore szövegét. Számos verzió készült el, de a munkafolyamat igen lelassúlt Boykin megbetegedése miatt, majd 1988-ban bekövetkezett halála le is állította a munkálatokat. McLaren szerint az alkotás "elárvult." (Később a filmet egy 10 részes képregény füzet formájában feldolgozták és megjelentették (Avatar Press (2012) kiadása.) Habár ez a film soha nem készült el, McLaren számos egyéb filmes és televíziós munkában részt vett, többek között 1991-ben a The Ghosts of Oxford Street a Channel 4 számára. Ebben a zenés történetben, mely a londoni Oxford Streetet mutatja be, McLaren mint rendező és narrátor mutatkozik be. A filmben szerepel a The Happy Mondays, Tom Jones, Rebel MC, Kirsty MacColl, John Altman és Sinéad O’Connor. McLaren, mint az egyik producer, részt vett a Fast Food Nation film feldolgozásában, amit 2006 május 19-én mutattak be a Cannes-i fesztiválon.

## Fordítás
- Ez a szócikk részben vagy egészben  a   Malcolm McLaren című angol Wikipédia-szócikk fordításán alapul.  Az eredeti cikk szerkesztőit annak laptörténete sorolja fel. Ez a jelzés csupán a megfogalmazás eredetét és a szerzői jogokat jelzi, nem szolgál a cikkben szereplő információk forrásmegjelöléseként.